# Вильгельмина Гессен-Кассельская
Вильгельмина Гессен-Кассельская (нем. Wilhelmine von Hessen-Kassel; 25 февраля 1726, Кассель — 8 октября 1808, Берлин) — принцесса Гессен-Кассельская, в замужестве принцесса Прусская.

## Биография
Вильгельмина — дочь принца Максимилиана Гессен-Кассельского, брата ландграфа Вильгельма VIII и короля Швеции Фредерика. Мать Вильгельмины — принцесса Фридерика Шарлотта Гессен-Дармштадтская (1698—1777), дочь ландграфа Эрнста Людвига Гессен-Дармштадтского. Принцесса слыла очаровательной красавицей.
В 1751 году Вильгельмина познакомилась со своим будущим супругом, принцем Прусским Генрихом во время его пребывания в Касселе в поисках невесты. Свадьба состоялась 25 июня 1752 года во дворце Шарлоттенбург, что позволило принцу обзавестись собственным двором. Своим братьям и сёстрам Генрих описывал ситуацию, как если бы из плена короля он попал в плен брака. Чета проживала попеременно в Рейнсбергском дворце и в Берлине.
Якобы случившийся у принцессы роман привёл к окончательному разрыву бездетной пары. В действительности её супруг испытывал большее влечение к мужской части своей свиты, чем к супруге. После разрыва Вильгельмина проживала в берлинском дворце на Унтер-ден-Линден, ныне здание Берлинского университета. Во время оккупации Берлина Наполеоном в 1806 году 80-летняя принцесса оказалась в числе тех немногочисленных членов королевской семьи, которые остались в Берлине.

## Награды
- В 1764 году императрица Екатерина II пожаловала принцессе Вильгельмине орден Святой Екатерины I степени[5].